# Бушевка (Речицкий район)
Бушевка (бел. Бушаўка) — деревня в составе Заходовского сельсовета Речицкого района Гомельской области Белоруссии.

## География

### Расположение
В 41 км на северо-запад от Речицы и в 11 км от железнодорожной станции Бабичи, в 91 км от Гомеля.

## Гидрография
На западе находится мелиоративный канал.

## Транспортная система
Транспортная связь по просёлочной, а затем по автодороге Светлогорск — Речица.
В деревне 17 жилых дома (2004 год). Планировка складывается из короткой, с широтной ориентацией. Застройка — деревянными дома усадебного типа.

### Улицы
- Колхозная
- Лесная

## История
Основана в начале XX века переселенцами с соседних деревень. В 1931 году организован колхоз, работала кузница.
Во время Великой Отечественной войны 18 апреля 1943 года немецкие каратели сожгли живьём в колхозном клубе 80 жителей деревни и 2 жителей деревни Елизаровичи. Жертвы карателей похоронены в могиле жертв фашизма в центре деревни. Деревня была полностью сожжена. На фронтах войны погибли 14 жителей.
В 1959 году деревня находилась в составе колхоза «12 лет Октября» с центром в деревне Васильково.

## Население

### Численность
2004 год — 17 дворов, 26 жителей.

### Динамика
- 1940 год — 64 двора, 354 жителя.
- 1959 год — 169 жителей (согласно переписи).
- 2004 год — 17 дворов, 26 жителей.